# Znamię

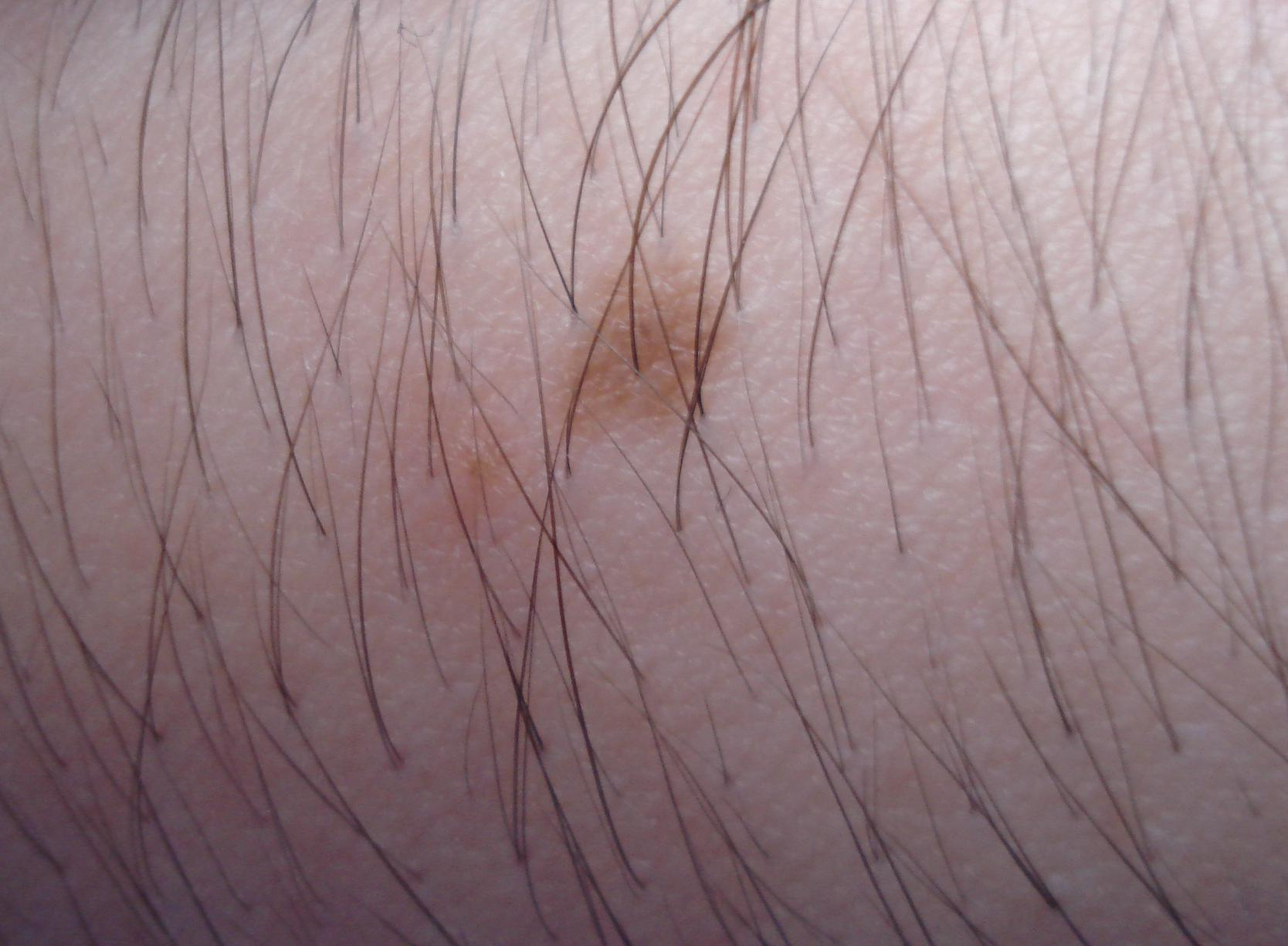
Fotografia znamienia na ramieniu

Znamię (łac. naevus) – zmiana na skórze, będąca skutkiem niedoboru lub nadmiaru jednego ze składników tkankowych. 

## Rodzaje znamion
- Znamię barwnikowe naskórkowe (naevus pigmentosus epidermalis)
  - plama soczewicowata (lentigo)
  - znamię płaskie (naevus spilus)
- Znamię komórkowe barwnikowe (naevus pigmentosus cellularis)
- Znamię naskórkowe
  - znamię naskórkowe brodawkowate (naevus epidermalis verrucosus)
  - brodawka łojotokowa (verruca seborrhoica)
- Znamię naczyniowe (potocznie, choć nieprawidłowo nazywane naczyniakiem)[potrzebny przypis]
  - znamię naczyniowe krwionośne (haemangioma)
  - znamię naczyniowe limfatyczne (lymphangioma)
- Znamię z przydatków skóry
- Znamię z gruczołów łojowych (naevus sebaceus)
- Znamię z gruczołow potowych (syringoma)
- Znamię mieszane.

Najczęściej występujące są znamiona naczyniowe i barwnikowe.
Znamię naczyniowe – uszkodzenie lub zmiana w drobnych naczyniach krwionośnych. Przyczynami powstawania tych znamion są zwykle problemy hormonalne, nadciśnienie tętnicze, zaburzenia krążenia. Może mieć charakter zarówno wrodzony, jak i nabyty. Uszkodzeniom naczynek można w pewnym stopniu zapobiegać stosując odpowiednią profilaktykę. Można je również usuwać, stosując różne rodzaje terapii. Jednym z najpopularniejszych obecnie sposobów usuwania znamion naczyniowych jest laserowe zamykanie naczynek, odmiana laseroterapii.